# Momordica boivinii
Momordica boivinii är en gurkväxtart som beskrevs av Henri Ernest Baillon. Momordica boivinii ingår i släktet Momordica och familjen gurkväxter. Inga underarter finns listade i Catalogue of Life.